# Saguday

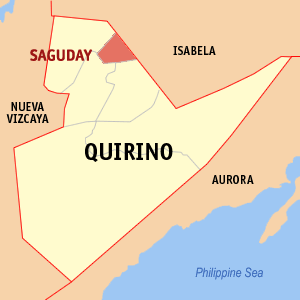
Bản đồ Quirino với vị trí của Saguday

Saguday là một đô thị hạng 5 ở tỉnh Quirino, Philippines. Theo điều tra dân số năm 2000, đô thị này có dân số 12.217 người trong 2.555 hộ.

## Barangay
Saguday được chia thành 9 barangay.
- Dibul
- La Paz
- Magsaysay (Pob.)
- Rizal (Pob.)
- Salvacion
- Santo Tomas
- Tres Reyes
- Cardenas
- Gamis